# Samanta Fabris
Pour les articles homonymes, voir Fabris et Samanta.
Samanta Fabris est une joueuse de volley-ball croate née le 8 février 1992 à Pula. Elle mesure 1,89 m et joue au poste d'attaquante. 

## Clubs
| Club                    | De        | À         |
| ----------------------- | --------- | --------- |
| ŽOK Rijeka              | 2008-2009 | 2011-2012 |
| Chieri Volley           | 2012-2013 | 2012-2013 |
| LJ Volley               | 2013-2014 | 2014-2015 |
| AGIL Volley             | 2015-2016 | 2015-2016 |
| VBC Casalmaggiore       | 2016-2017 | 2016-2017 |
| Imoco Volley Conegliano | 2017-2018 | 2018-2019 |
| Dinamo Kazan            | 2019-2020 | …         |

## Palmarès

### Équipe nationale
- Ligue européenne
  - Finaliste : 2019.

### Clubs
- Championnat du monde des clubs
  - Finaliste : 2016.
- Ligue des champions
  - Finaliste : 2019.
- Championnat de Croatie
  - Vainqueur : 2009. 2010, 2011, 2012.
- Coupe de Croatie
  - Vainqueur : 2009.
  - Finaliste : 2010, 2011.
- Championnat d'Italie
  - Vainqueur : 2018, 2019.
- Coupe d'Italie
  - Finaliste : 2015, 2018, 2019.
- Supercoupe d'Italie
  - Vainqueur : 2018.
  - Finaliste : 2015, 2017.
- Championnat de Russie
  - Vainqueur : 2020.
- Coupe de Russie
  - Vainqueur : 2019.
- Supercoupe de Russie
  - Vainqueur : 2020.